# 1903 w polityce

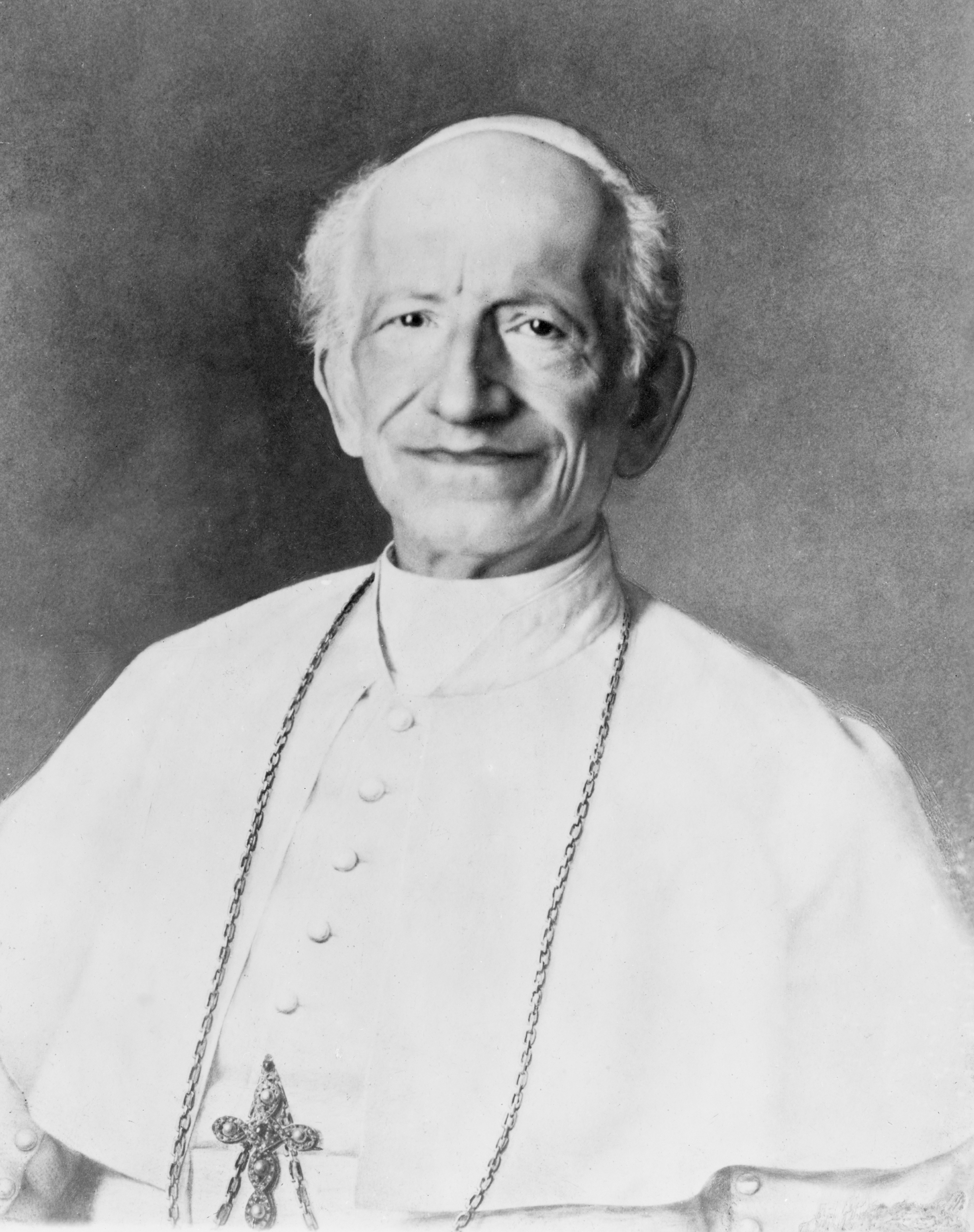
Leon XIII

Wydarzenia polityczne w 1903 roku.

## Styczeń
- 1 stycznia – wicekról Indii, lord George Curzon, ogłosił króla Wielkiej Brytanii i Irlandii Edwarda VII cesarzem Indii. Uroczystość odbyła się na błoniach koło Delhi w obecności księcia Connaught oraz kilkudziesięciu hinduiskich książąt. Uroczystość odbyła się pomimo nieobecności Edwarda VII[1].

## Luty
- 14 lutego – Kongres Stanów Zjednoczonych powołał do życia Departament Handlu i Pracy. Instytucja miała za zadanie wspomóc stabilizację ekonomiczną kraju za pomocą walki z bezrobociem, spekulacją i działaniem na rzecz poprawy warunków pracy[1].
- 27 lutego – podczas zjazdu w Rzeszowie Galicyjskie Stronnictwo Ludowe przemianowano na Polskie Stronnictwo Ludowe. Delegaci przyjęli również nowy program partii[1].
- 28 lutego – zmarł William Farrar Smith, amerykański generał[2].

## Marzec
- 3 marca – Kongres Stanów Zjednoczonych wprowadził nową ustawę imigracyjną. Zgodnie z nowym prawem do Stanów Zjednoczonych mogli wjechać na stałe tylko ci, którzy byli w stanie wnieść określoną opłatę. Imigranci nie musieli natomiast posiadać żadnych kwalifikacji zawodowych. Prawa do wjazdu pozbawiono wszystkich anarchistów, niezależnie od ich statusu majątkowego[1].
- 22 marca – Kuba przekazała Stanom Zjednoczonym dwa porty: Guantanamo i Bahia Honda. Amerykanie zdecydowali na się wybudowanie w nich baz morskich[1].

## Kwiecień
- 9 kwietnia – urodził się Henry Brooke, brytyjski polityk[3].

## Czerwiec
- 4 czerwca – car Mikołaj II podpisał dekret zakazujący Żydom posiadania jakichkolwiek dóbr ziemskich czy nieruchomości poza obszarem stałego zamieszkania[1].
- 11 czerwca – w wyniku przewrotu w Serbii zginął król Aleksander I Obrenowić[4].
- 24 czerwca – nowy król Serbii Piotr I Karadziordziewić zobowiązał się do przestrzegania konstytucji[1].

## Lipiec
- 20 lipca – zmarł papież Leon XIII[5][6].
- 30 lipca – w Brukseli rozpoczął się II Zjazd Socjaldemokratycznej Partii Robotniczej Rosji. Podczas zjazdu partia podzieliła się na bolszewików i mienszewików[1].

## Sierpień
- 2 sierpnia – w Macedonii wybuchło powstanie ilindeńskie, skierowane przeciwko Turcji[1].
- 9 sierpnia – na tron papieski w Rzymie wstąpił Pius X[1].
- 23 sierpnia – w Londynie zakończył obrady II Zjazd Socjaldemokratycznej Partii Robotniczej Rosji, na którym zrodził się podział na bolszewików i mienszewików[1].

## Wrzesień
- 28 września – zmarł Henry Demarest Lloyd, dziennikarz, przedstawiciel grupy Demaskatorów[7].

## Październik
- 3 października – cesarz Franciszek Józef I i car Mikołaj II zawarli układ przewidujący wspólne działania względem Turcji oraz (w tym dopilnowanie, by sułtan Abdülhamid II wypełnił obietnicy zwiększenia swobody Macedonii)[1].
- 10 października – w Manchesterze powstała Społeczno-Polityczna Unia Kobiet walcząca o prawa wyborcze. Na jej czele stanęła Emmeline Pankhurst[1].
- 20 października – Alaskański Trybunał Arbitrażowy przyznał pas ziemi wzdłuż tymczasowej granicy Alaski Stanom Zjednoczonym, ustalając tym samym granicę pomiędzy Alaską a brytyjskim dominium Kanadą[1].

## Listopad
- 2 listopada – zmarł Aleksandr Apuchtin, kurator warszawskiego okręgu szkolnego, odpowiedzialny za akcje rusyfikacji[8].

## Grudzień
- 10 grudnia – Pokojową Nagrodę Nobla otrzymał William Randal Cremer[1].